# Escopalínides
Els escopalínides (Scopalinida) són un ordre de demosponges la subclasse Heteroscleromorpha.

## Taxonomia
L'ordre Scopalinida inclou espècies una sola família, amb tres gèneres i 33 espècies:
- Familia Scopalinidae Morrow et al., 2012
  - Scopalina Schmidt, 1862
  - Stylissa Hallmann, 1914
  - Svenzea Alvarez, van Soest & Rützler, 2002